# Valentin Vološinov
Valentin Nikolaevič Vološinov (in russo Валенти́н Никола́евич Воло́шинов?;  trasl. angl.: Valentin Nikolaevich Voloshinov; San Pietroburgo, 18 giugno 1895 – Leningrado, 13 giugno 1936) è stato un linguista russo.
I suoi scritti hanno influenzato la teoria letteraria e l'ideologia marxista.
Fece parte del circolo culturale di Bachtin, con il quale scrisse delle opere.
Pubblicato in URSS nel 1929, Marxismo e filosofia del linguaggio (in russo: Marksizm i Filosofija Jazyka) è il primo testo scritto ad incorporare il campo della linguistica a quello del Marxismo. Il libro non trae ispirazione da studiosi marxisti precedenti, che Vološinov definisce come indifferenti allo studio del linguaggio.

## Opere
- Marxismo e filosofia del linguaggio, Dedalo, Bari, 1976
- Le correnti più recenti del pensiero linguistico in Occidente, in Literatura i marksism, V, 1928
- Freudismo, Dedalo, Bari, 1977
- Stilistica del discorso artistico, in Literaturnaja učëba,1930